# 122
| Calendário gregoriano                                                        | 122 CXXII                     |
| Ab urbe condita                                                              | 875                           |
| Calendário arménio                                                           | -430 – -429                   |
| Calendário bahá'í                                                            | -1722 – -1721                 |
| Calendário budista                                                           | 666                           |
| Calendário chinês                                                            | 2818 – 2819                   |
| Calendário copta                                                             | -162 – -161                   |
| Calendário etíope                                                            | 114 – 115                     |
| Calendários hindus - Vikram Samvat - Calendário nacional indiano - Cáli Iuga | 177 – 178 43 – 44 3222 – 3223 |
| Calendário Holoceno                                                          | 10122                         |
| Calendário islâmico                                                          | 516 BH – 515 BH               |
| Calendário judaico                                                           | 3882 – 3883                   |
| Calendário persa                                                             | 500 BP – 499 BP               |
| Calendário rúnico                                                            | 372                           |
| Calendário solar tailandês                                                   | 665                           |

122 (CXXII, na numeração romana) foi um ano comum do século II do Calendário Juliano, da Era de Cristo,  e a sua letra dominical foi E (52 semanas), teve início a uma quarta-feira e terminou também a uma quarta-feira.
| Ano completo                        |
| ----------------------------------- |
| Ano comum com início à quarta-feira |

## Eventos

### Império Romano
- Imperador Adriano ordena que uma muralha de 117 km seja construída para marcar o nordeste do Império Romano. Muralha de Adriano, como ficou conhecida, serviu para manter os Caledônios, Pictos e outras tribos afastadas.
- Vindolanda, um forte das tropas auxiliares romanas (castro) no nordeste da Inglaterra é guarnecido pela coorte Batavorum.
- 13 de setembro – a construção da Muralha de Adriano começa.
- Adriano desiste dos territórios conquistados na Escócia.

### Ásia
- Mudança do nome da era de Jianguang (segundo ano) para Yanguang da Dinastia Han do oriente da China.